# Polyplectropus amarawathi
Polyplectropus amarawathi är en nattsländeart som beskrevs av Schmid 1958. Polyplectropus amarawathi ingår i släktet Polyplectropus och familjen fångstnätnattsländor. Inga underarter finns listade i Catalogue of Life.